# Мельникова, Светлана Владимировна
Светла́на Влади́мировна Ме́льникова (род. 29 января 1951, Куйбышев), в девичестве Орло́ва — советская легкоатлетка, специалистка по метанию диска и толканию ядра. Выступала за сборную СССР по лёгкой атлетике в 1977—1985 годах, победительница и призёрша первенств национального значения, чемпионка Универсиады в Мехико. Представляла Ленинград и Московскую область. Мастер спорта СССР международного класса.

## Биография
Светлана Мельникова родилась 29 января 1951 года в Куйбышеве.
Начала заниматься лёгкой атлетикой в 1970 году. Представляла добровольное спортивное общество «Труд» и Профсоюзы (Ленинград).
Впервые заявила о себе на международном уровне в сезоне 1977 года, когда вошла в состав советской национальной сборной и, будучи студенткой, отправилась представлять страну на летней Универсиаде в Софии — в метании диска показала результат 61,78 метра и завоевала награду серебряного достоинства, уступив только болгарке Марии Верговой.
В 1978 году получила бронзу в толкании ядра на зимнем чемпионате СССР в Москве. В той же дисциплине выступила на чемпионате Европы в Праге, где с результатом 18,63 метра стала в финале седьмой.
В 1979 году в метании диска одержала победу на чемпионате страны в рамках VII летней Спартакиады народов СССР в Москве. Была второй в личном зачёте на Кубке Европы в Турине и на Кубке мира в Монреале — в обоих случаях уступила титулованной восточногерманской дискоболке Эвелин Яль. При этом на Универсиаде в Мехико с результатом 63,54 метра превзошла Яль и завоевала золотую медаль.
За выдающиеся спортивные результаты удостоена почётного звания «Мастер спорта СССР международного класса».
Впоследствии проживала в Королёве, неоднократно принимала участие в различных ветеранских соревнованиях по лёгкой атлетике, становилась чемпионкой мира по метанию диска и толканию ядра среди спортсменок 55-59 лет.
Участница программы «Мужское / Женское» на Первом канале в 2025 году.